# قطن عضوي

يعرف القطن العضوي عمومًا بأنه قطن يزرع في  البلدان شبه الاستوائية مثل  تركيا والصين والولايات المتحدة الأمريكية من نباتات غير معدلة وراثيًا بدون استخدام أي من الكيميائيات الزراعية الاصطناعية مثل الأسمدة والمبيدات. كما أن إنتاجها يعزز التنوع الحيوي والدورة الحيوية. منذ 2007 أنتجت 265,517 بالة من القطن العضوي في 24 دولة في جميع أنحاء العالم وأخذ معدل الإنتاج بالنمو  بنسبة أعلى من 50٪ سنويًا. في الولايات المتحدة الأمريكية يجب أن تلتزم زراعة مثل هذا القطن بمتطلبات البرنامج العضوي الوطني في وزارة الزراعة الأمريكية ليعتبر قطناً عضويًا. تحدد هذه المؤسسة الممارسات المسموح بها من ناحية مكافحة الآفات والزراعة والتسميد وعمليات ما بعد الحصاد.

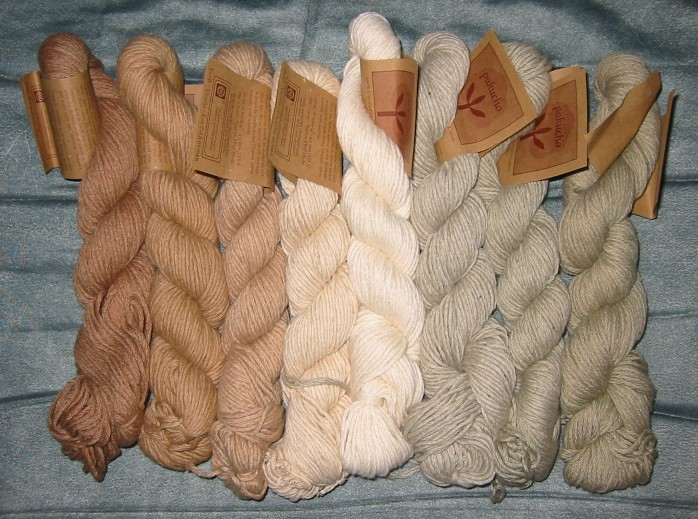
القطن العضوي

## الأثر البيئي
بالرغم من أن القطن يحتل 2.5% من الأراضي الزراعية في العالم. إلا أن مستويات عالية من المواد الكيميائية تستخدم في إنتاج القطن التقليدي غير العضوي تفوق في وحدة المساحة استخدام  أي محصول رئيسي آخر. حيث تستهلك زراعة القطن وحدها من 10 إلى 16% من الاستخدام العالمي للمبيدات (بما في ذلك مبيدات الأعشاب والمبيدات الحشرية ومزيلات الأوراق). ومن العواقب البيئية الأخرى للاستخدام المفرط للمواد الكيميائية في طرق زراعة القطن غير العضوي: فهي تلوث الهواء والمسطحات المائية، وقد تهيج جلد المستهلك، وقد تؤدي إلى تناقص التنوع الحيوي وانزياح توازن النظم البيئية.

## المزايا
لا يتوقع مزارعو القطن الذين انتقلوا إلى الزراعة الحيوية أن يقدموا منتجاً أنظف وأكثر صحة فحسب وإنما أن يقدموا الفائدة لكوكب الأرض أيضًا. ومن بعض المساهمات في النظم الأحيائية المختلفة:
- حماية جودة المياه السطحية والجوفية (القضاء على الملوثات في المياح السطحية الجارية).
- انخفاض المخاطر في مكافحة الحشرات والأمراض باستبدال مبيد الحشرات أثناء التعامل مع الأنظمة البيئية.
- المحافظة على التنوع الأحيائي.
- القضاء على استخدام المواد الكيميائية السامة المستخدمة في القطن.[10]
- المحاصيل المزروعة عضويًا تزود التربة بمحتوى مرتفع من المادة العضوية، وعمق أكبر للتربة السطحية، ومعامل تمزق أخفض فتقلل بذلك من تآكل التربة إلى درجة كبيرة.[11]

## شهادة المنتج العضوي
بموجب القانون في الولايات المتحدة الأمريكية فأن أي مُنتِج يرغب في تسمية وبيع أي مُنتَج على أنه «عضوي» يجب أن يفي بالمعايير في قانون إنتاج الغذاء العضوي لعام 1990، والذي وضعه برنامج العضوية في الولاية. يحدد هذا القانون الإجراءات واللوائح لإنتاج ومعالجة المحاصيل العضوية.

### خطة النظام العضوي[13]
يجب على المنتجين أن يضعوا خطة مفصلة للإنتاج العضوي ويجب أن توافق عليها وكالة أو وزارة الزراعة. هذه الخطة يجب أن تتضمن شرحًا دقيقًا لكل عملية في الزراعة فضلاً عن تكرار العملية. ويجب تقديم قائمة بالمواد المستخدمة في المحاصيل أيضًا مع وصف لتكوينها والمكان الذي ستخدم فيه والوثائق التجارية إن كانت متوفرة. هذا المخزون من المواد مهم لتنظيم المواد المحظورة والمسموحة التي وضعتها وكالة SOP. يجب على مزارعي القطن العضوي أيضًا تقديم وصف لأجراءات المراقبة والحواجز المادية الموضوعة التي تمنع الاتصال المحاصيل العضوية مع المواد المحظورة أثناء فترة النمو والحصاد وعمليات المعالجة. يمكن لهذه الخطة الإنتاجية أن تنتقل إلى الولايات الأخرى طالما وافقت عليها وكالة التصديق.

### الإنتاج[14]
متطلبات الإنتاج هي على وجه التحديد مجموعة من التغييرات التي يجب أن تنجز في الحقل والممارسات الزراعية ليكون المحصول عضويًا. وللبدء بهذه التغييرات فإن الحقول العضوية يجب أن تمر بفترة تطهير تمتد لثلاث سنوات دون استخدام أي مواد محظورة قبل البدء بزراعة أول محصول عضوي. يجب أن تكون الحقول مزودة بحواجز مادية لمنع اتصال المحاصيل العضوية مع أي مادة كيميائية من المياه السطحية الجارية من المحاصيل المجاورة. يجب على المنتجين أن يحسنوا من خصوبة التربة بالممارسات الزراعية مع المحافظة أو تحسين ظروف التربة الفيزيائية والكيميائية والإحيائية وتقليل تآكل التربة. 
يجب المزارعين العضويين أيضًا تنفيذ عمليات دعمالتنوع الحيوي. وتشمل هذه العمليات الإدارة المتكاملة للآفات، هي التعامل مع النظم البيئية بحيث تعود بالفائدة على كل من المحاصيل والكائنات الحية التي تعيش حولها. إضافة لهذه العمليات، قد يعمل المنتجين على وضع مغذيات للمحاصيل ومحسنات للتربة مدرجة على القائمة الوطنية للمواد الاصطناعية المسموحة في إنتاج المحاصيل.

## أقليميا
يتم حاليا زراعة القطن العضوي في العديد من البلدان المختلفة حيث أن أكبر المنتجين للقطن العضوي عام 2018 هم الهند (51٪) والصين (19٪) وتركيا (7٪) وقيرغيزستان (7٪) .
و يتم انتاجه بثمان دول أفريقية على الاقل علما ان أول منتج له في افريقيا كانت منظمة SEKEM . و أقنع المزارعون الحكومة المصرية من تخصيص 400000 هكتار لزراعة القطن العضوي مما أدى إلى انخفاض استهلاك المبيدات الحشرية بنسبة 90% و أرتفاع الأنتاج بنسبة 30% .
و العديد من الشركات من ضمنها  Fazzoni, Nike, Walmart, C&A اشتملت أو حولت انتجاها إلى القطن العضوي و اعتبارًا من عام 2011 قامت العديد من الدول من مثل الصين والولايات المتحدة والهند وباكستان والبرازيل وتركيا واليونان وأستراليا وسوريا ومالي ومصر بإنتاج القطن العضوي .
و مع الارتفاع في الطلب من عام 2007 إلى عام 2011 ، أصبح عدد أكبر من البلدان يقوم باستبدال القطن الاعتيادي بالقطن العضوي .

## روابط خارجية
- مجتمع القطن العضوي العالمي
- Corporate Social Responsibility Fashion Community
- قطن عضوي على مشروع الدليل المفتوح
- حقائق عن القطن العضوي
- تبادل الأنسجة
- Grass roots effort by Lick Wilmerding High-school دراسات حول زيادة الوعي عن الأنسجة المستدامة